# Ascidia retrosipho
Ascidia retrosipho är en sjöpungsart som beskrevs av C.S. Millar 1988. Ascidia retrosipho ingår i släktet Ascidia och familjen Ascidiidae.
Artens utbredningsområde är Indiska oceanen. Inga underarter finns listade i Catalogue of Life.